# Самарський ліс
Сама́рський ліс (Сама́рський бір, Самарська товща) — лісовий масив в Україні, в межах Самарівського і Павлоградського районів Дніпропетровській області. Розташований переважно на лівому березі річки Самари. Простягається порівняно вузькою смугою вниз за течією Самари від впадіння в неї річки Вовчої до селищ Зарічне і Черкаське.
Довжина лісового масиву — близько 30 км, ширина — до 6 км, площа — близько 15 000 га.

## Опис
Являє собою велику ділянку старого заплавного та аренного лісу, більша частина якого розташована в межах Самарської Луки. Зростають дуб, ясен, липа, клен, сосна, вільха. Ділянки природного соснового лісу вважаються найпівденнішим природним хвойним лісом на території Україні. Також на території лісу розташована природна діброва з віком дерев до 300 років. 
На території лісу розташована велика кількість заливних (заплавних) озер, стариць, очеретяні і сфагнові болота. На розташованих посеред лісу піщаних пагорбах збереглися залишки ендемічного піщаного степу.
Також цінність становлять ділянки на правому березі Самари, що поєднують байрачні ліси і залишки цілинного чорноземного степу, що зберігся в балках і ярах. 
На території Самарського лісу також ростуть типово північні рослини — зозулинець болотний, любка дволиста тощо. 
Ряд місцевих видів птахів — орел-могильник, орлан-білохвіст, змієїд, занесені в Червону книгу України. 
Поблизу Самарського лісу розташовані два солончакові лимани — Солоний Лиман і Булахівський Лиман, а також численні солончакові заливні луки та болота, що служать притулком великій кількості птахів — куликів, гусей, журавлів, лебедів і чапель. 
Поряд з лісом побудовані численні санаторії та турбази, на прилеглих лиманах споруджені грязелікарні. 
На території лісу йде відновлення стародавнього святилища «Велесів пагорб».
Самарський ліс потрапив у перелік 7 містичних місць України 2015.

## Нищення лісу
З початку XXI століття після здобуття незалежності Україною і запровадження на її території пріоритету товарно-грошових відносин йде нещадне знищення Самарського лісу. [Архівовано 8 червня 2014 у Wayback Machine.] Вирубка, підпали та продаж деревини особливо активізувалися з 2009 по 2011 роки. [Архівовано 8 червня 2014 у Wayback Machine.]
На території Новомосковського військового лісгоспу 4 серпня 2010 року виникла пожежа, в якій за орієнтовними даними пошкоджено вогнем близько 550 га лісонасаджень. Протягом п'яти днів у приборканні пожежі було залучено 859 людей та 88 одиниць техніки, у тому числі авіація.

## Спроби збереження лісу
Законом України «Про Загальнодержавну програму формування національної екологічної мережі України на 2000-2015 роки» від 21.09.2000 № 1989-III було встановлено в строки з 2005 по 2007 роки в межах Самарського лісу створити Національний природний парк «Самарський бір», який станом на 2013 рік не створено.